# Bang Rak
Bang Rak (thailändisch บางรัก, [bāːŋ rák], etwa: „Ort der Liebe“) ist einer der 50 Bezirke (Khet) von Bangkok, der Hauptstadt von Thailand. Bang Rak liegt im Zentrum der Stadt und beherbergt Bangkoks Finanzviertel. Es umfasst die Hauptstraßen Thanon Silom (englisch Silom Road) und die Thanon Surawong.

## Geographie
Bang Rak wird im Norden begrenzt von der Rama-IV.-Straße (Thanon Phra Ram 4), im Süden von der Sathon-Straße und im Westen vom Mae Nam Chao Phraya (Chao-Phraya-Fluss) und von der Maha-Phruetharam-Straße.
Bang Rak grenzt an vier andere Bezirke, im Uhrzeigersinn von Norden: Pathum Wan, Sathon, Khlong San (auf dem anderen Ufer des Mae Nam Chao Phraya) und Samphanthawong.

## Geschichte

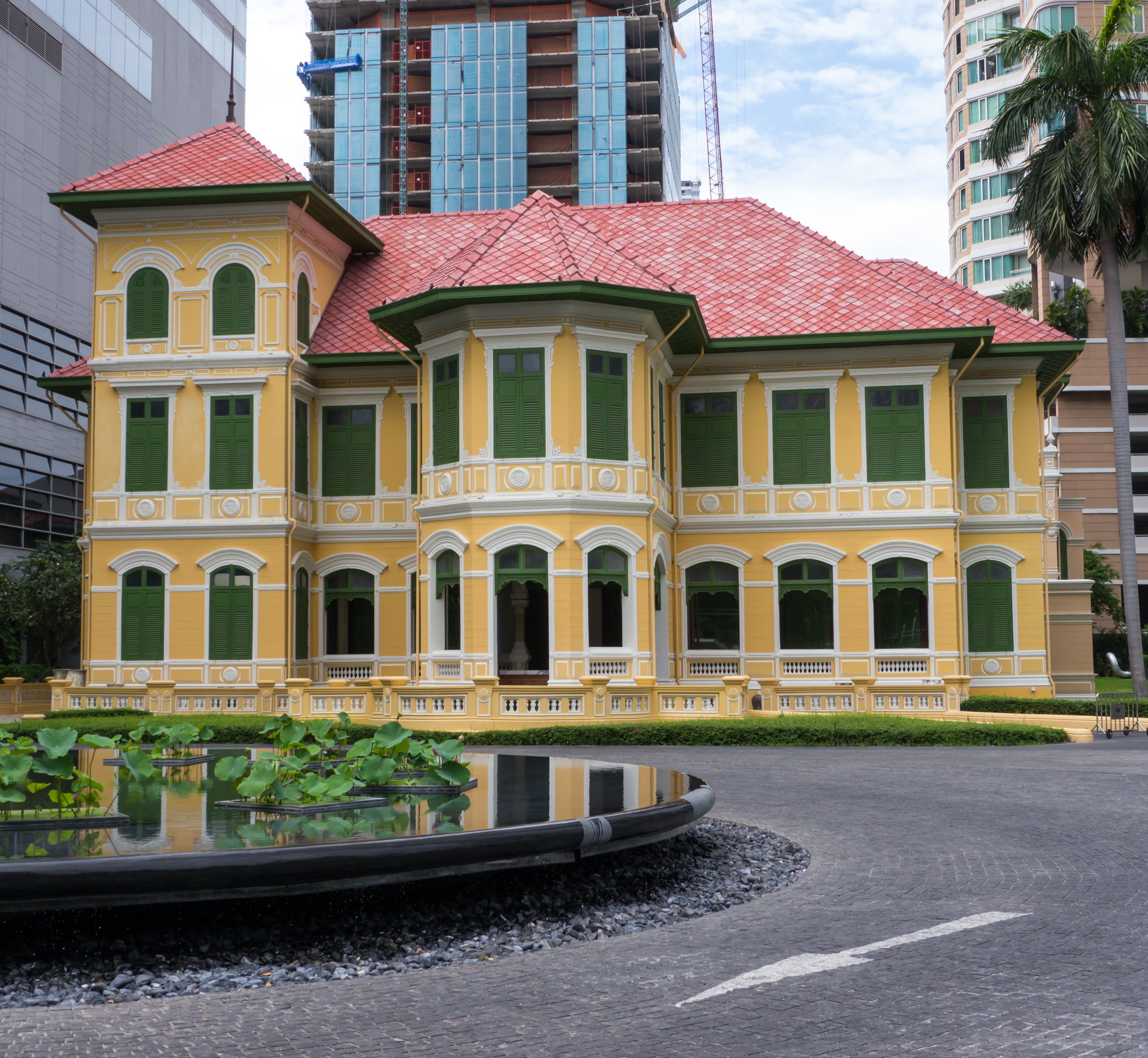
Ban Sathon (ehemalige russische Botschaft)

Der heutige Bezirk Bang Rak ist einer der geschichtsträchtigsten Teile Bangkoks. Hier befand sich der Hafen von Bangkok, bis er 1947 ins weiter flussabwärts gelegene Khlong Toei verlegt wurde. Davon zeugt unter anderem das historische Zollhaus am Ufer des Chao Phraya. In der Nähe des Hafens siedelten sich ausländische Handelsvertretungen und Einwanderergruppen an. Bis heute sitzen in Bang Rak mehrere wichtige Botschaften, darunter die portugiesische (die älteste Botschaft in Bangkok) und die französische. Infolgedessen ist Bang Rak auch einer der Bezirke mit der größten ethnischen und religiösen Vielfalt. Hier befinden sich die katholische Mission (einschließlich der Assumption-Kathedrale und der renommierten Assumption-Schule) sowie die protestantische (anglikanische) Mission mit der Christ Church Bangkok. Daneben ist Bang Rak ein Schwerpunkt der islamischen (mit einer Reihe von Moscheen) und der hinduistischen Gemeinde Bangkoks (mit dem Mariamman-Tempel vulgo Wat Khaek), wie auch der chinesischstämmigen Bevölkerungsgruppe.

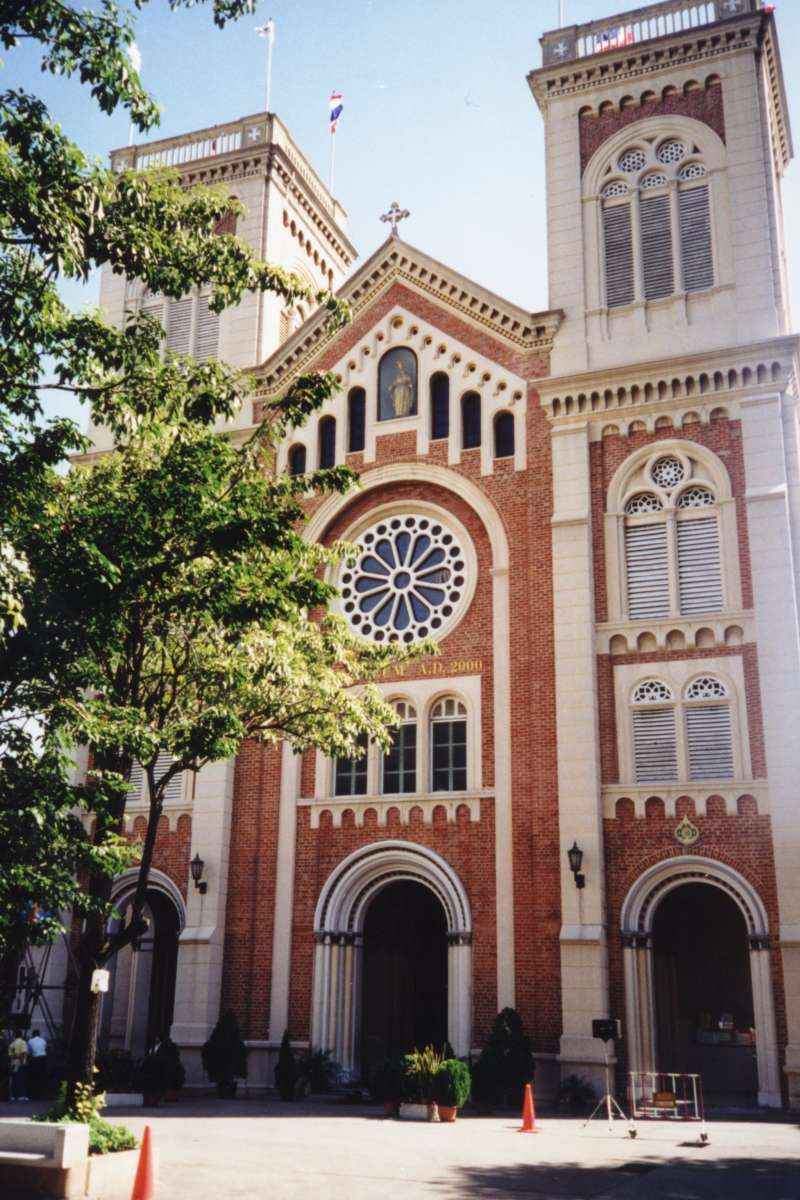
Mariä-Himmelfahrt-Kathedrale

Der heute als Bang Rak bezeichnete Stadtteil war Vorreiter verschiedener moderner Entwicklungen in Bangkok: Das 1852 gegründete Bangkok Christian College ist die älteste Privatschule Thailands. Die Thanon Charoen Krung (angelegt 1861–64) war die erste gepflasterte Straße der Hauptstadt, auf ihr fuhr auch die erste Straßenbahnlinie. Das 1876 gegründete Hotel Oriental ist das älteste und zugleich eines der renommiertesten Hotels in Bangkok. Der in Bang Rak residierende Feldmarschall Chao Phraya Surasakmontri (Soem Saeng-Xuto) war 1897 der erste Siamese, der ein Auto erwarb. Das im selben Jahr auf Initiative britischer Diplomaten gegründete BNH Hospital war eines der ersten modernen Krankenhäuser in Bangkok.
Verwaltungstechnisch wurde der Bezirk Bang Rak 1912 errichtet. Der ursprüngliche Name des Areals lautete ursprünglich auf Thai บางรักษ์ (ebenfalls Bang Rak ausgesprochen), was so viel wie „Ort der Heilung“ bedeutet, denn hier befand sich ein bedeutendes Krankenhaus. Mit der Zeit wurde daraus die verkürzte Schreibweise, was nun „Ort der Liebe“ bedeutet. Aus diesem Grund ist Bang Rak der Bezirk, der von den meisten Brautpaaren aufgesucht wird, insbesondere am Valentinstag.
Verschiedene bedeutende Persönlichkeiten der thailändischen Geschichte lebten in Bang Rak, neben dem bereits erwähnten Chao Phraya Surasakmontri gehören dazu der ehemalige Ministerpräsident Pridi Phanomyong (1900–1983) und der „Vater der thailändischen Wirtschaftswissenschaft“ Puey Ungphakorn (1916–1999). Das Bangkok Folk Museum in der Soi Charoen Krung 43 informiert über die Geschichte des Bezirks.
Die Bevölkerungszahl von Bang Rak war in den 1980er- bis 2000er-Jahren deutlich rückläufig, zwischen 1985 und 2011 halbierte sie sich fast von rund 91.000 auf knapp über 46.000, seither nimmt sie jedoch wieder leicht zu.

## Sehenswürdigkeiten

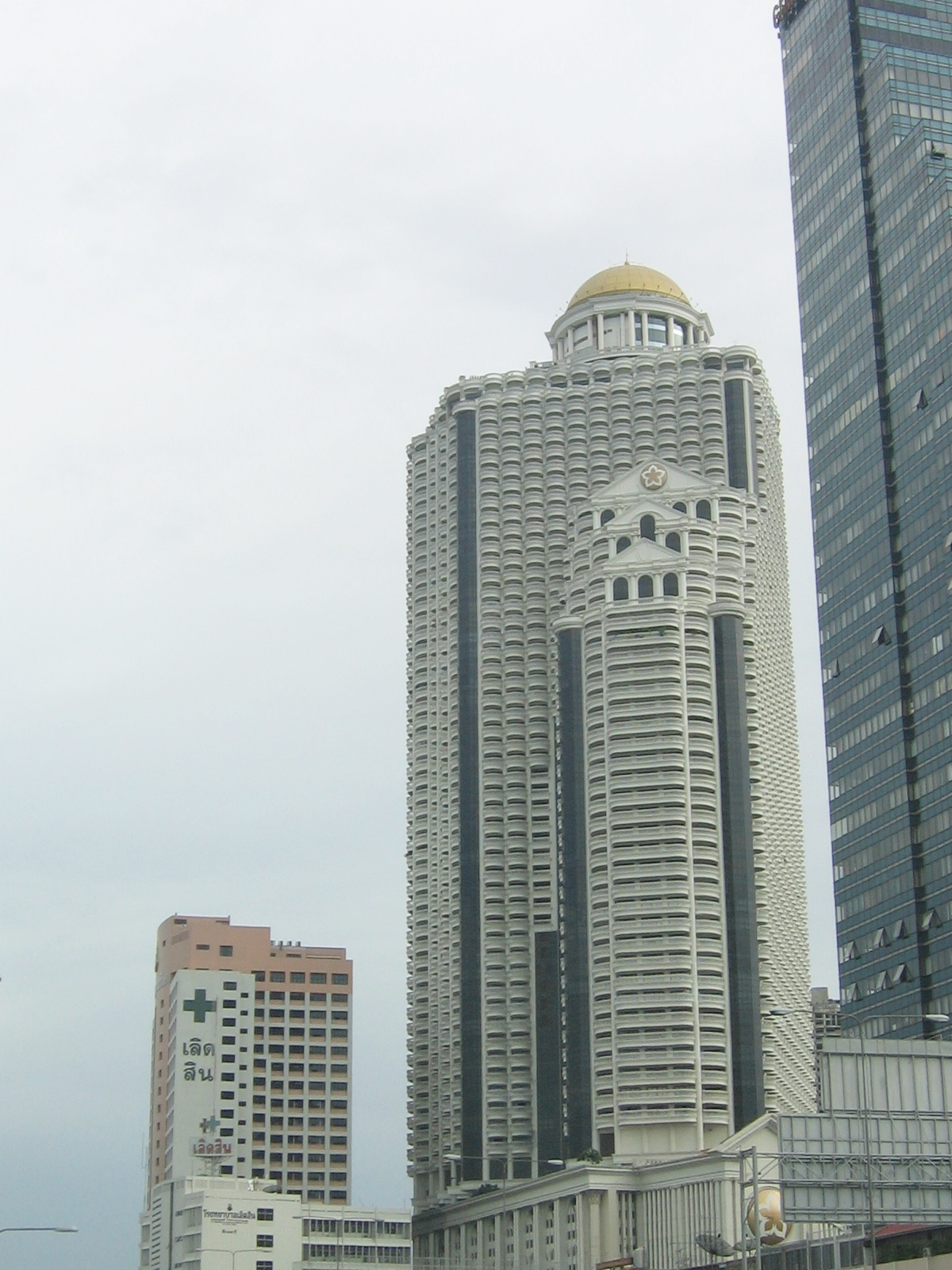
State Tower

Bang Rak ist bekannt für das Areal um die Thanon Silom (Thai: ถนนสิลม), die viele Einkaufsmöglichkeiten bietet. Zu später Stunde öffnen viele Bars und Gogo-Etablissements an der nahen Thanon Patpong. Daneben werden auf dem Nachtmarkt Kleidung und Souvenirs verkauft. Auf dem Bang Rak-Markt zwischen der Thanon Charoen Krung („New Road“) und dem Ufer des Chao Phraya kann man morgens Fleischsorten einkaufen, die man sonst in Thailand nur selten erhält, wie Hammel und Lamm.
Das 2016 fertiggestellte, von Ole Scheeren entworfene Maha Nakhon an der Skytrain-Station Chong Nonsi ist mit 313 Metern das höchste Gebäude in Bangkok und ganz Thailand. Weitere bemerkenswerte Wolkenkratzer in diesem Bezirk sind der State Tower (247 m) mit dem Lebua Hotel (dessen Dachbar durch den Film Hangover 2 international bekannt wurde) an der Kreuzung von Thanon Silom und Charoen Krung, das 220 Meter hohe Jewelry Trade Center sowie der wegen seiner goldenen Spitze auffällige, 187 Meter hohe Abdulrahim Place. Das Dusit Thani Hotel bildet mit seiner eigenwilligen Dreiecksform eine weitere Sehenswürdigkeit des Bezirks.
Im Westen von Bang Rak fließt der Chao Phraya, an dessen Ufer mehrere Luxushotels liegen: Hotel Oriental, Shangri-La Hotel und das Royal Orchid Sheraton Hotel. Das Oriental ist bereits vor mehr als 100 Jahren gebaut worden und zählt seitdem zu den renommiertesten Hotels weltweit.
Buddhistische Tempel: In Bang Rak gibt es nur wenige buddhistische Tempel (Wat). Zu nennen sind hier:
- Wat Hua Lamphong (Thai: วัดหัวลำโพง) – er hat seinen Namen vom Khlong Hua Lamphong, der vor langer Zeit aufgefüllt und durch die heutige Rama-IV.-Straße ersetzt wurde.
- Wat Maha Phruettharam (Thai: วัดมหาพฤฒารามวรวิหาร) – über 300 Jahre alter Tempel am Ostufer des Khlong Phadung Krung Kasem, 1852 rekonstruiert in der Regierungszeit von König Mongkut (Rama IV.), seitdem „königlicher Tempel dritter Klasse“.

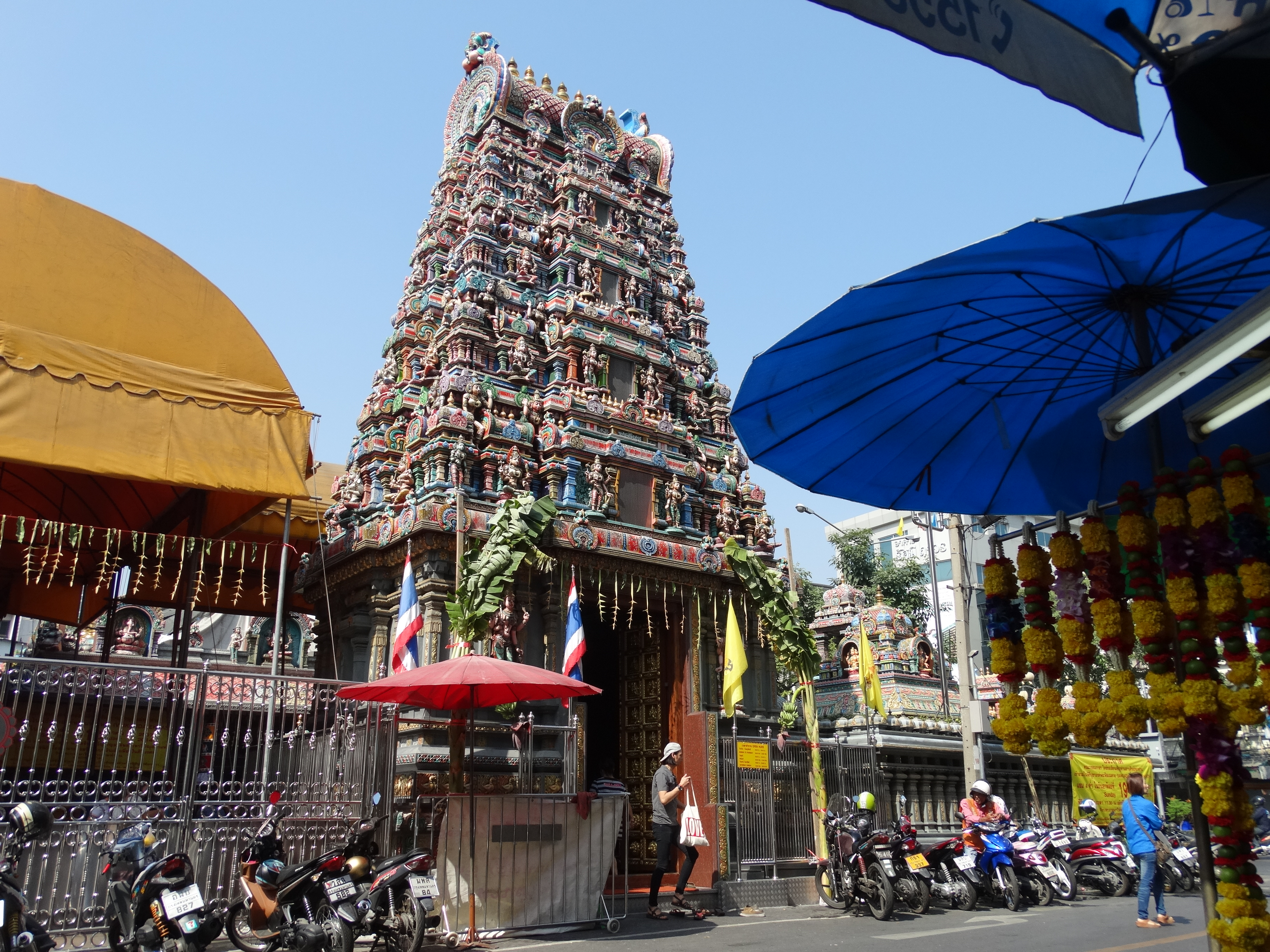
Sri-Maha-Mariamman-Tempel

Interessante religiöse Bauwerke anderer Religionen:
- Der hinduistische Sri-Maha-Mariamman-Tempel wird auch Wat Phra Sri Maha Umathewi (วัดพระศรีมหาอุมาเทวี) oder Wat Khaek (วัดแขก) genannt. Er wurde um 1860 von tamilischen Immigranten begründet. Einmal im Jahr vom ersten bis zum neunten Tag des siebenten Mondmonats (Ende September/Anfang Oktober) wird das Navaratri-Fest begangen. Dabei werden die Statuen der Tempelgötter von der Hindu-Gemeinde in einer Prozession entlang der Thanon Silom getragen werden. Der Tempel wird auch stark von Buddhisten frequentiert.[1]
- Mariä-Himmelfahrt-Kathedrale (Assumption Cathedral) des Erzbistums Bangkok, die auch häufig als Drehort in Filmen auftaucht.

## Bildungseinrichtungen
Im Bezirk befindet sich das Hauptgelände der 1885 gegründeten katholischen Assumption-Schule sowie die private Christian University of Thailand.

## Verkehr

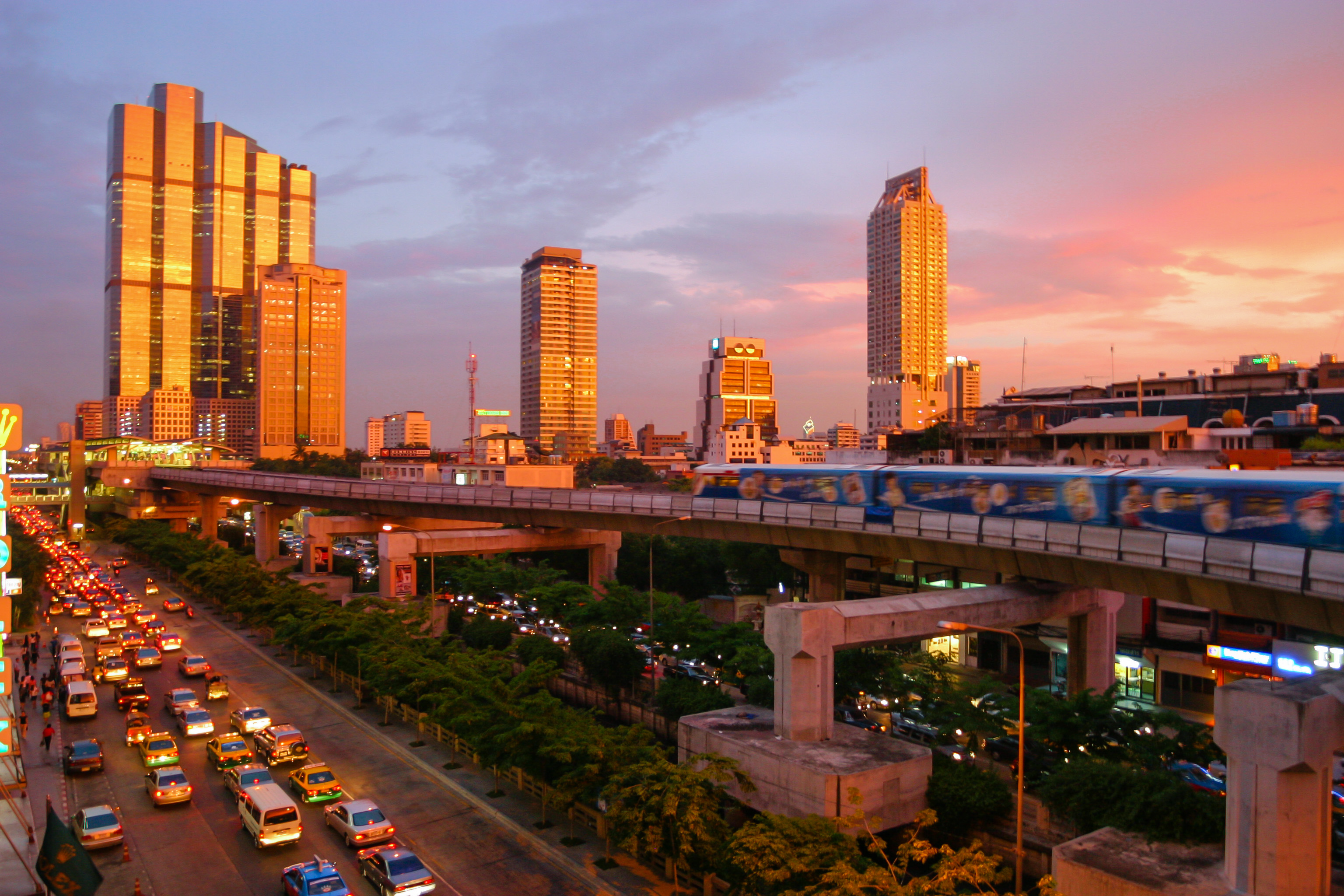
Skytrain auf der Thanon Silom bei Sonnenuntergang

Bang Rak ist sowohl durch den Skytrain (BTS) als auch durch die unterirdische Metro angebunden. Die meisten Haltestellen befinden sich allerdings an der Peripherie des Bezirks, da die engen Straßen eine bessere Anbindung nicht erlauben.
Skytrain-Stationen sind: Sala Daeng, Chong Nonsi, Surasak und Saphan Taksin (Taksin-Brücke, benannt nach König Taksin).
Metrostationen sind: Si Lom, Sam Yan und Hua Lamphong.
Fähren verbinden Bang Rak mit dem gegenüberliegenden Ufer des Chao-Phraya-Flusses (Bezirk Khlong San). Schnellboote verkehren außerdem auf dem Fluss. Mehrere Linien fahren sowohl in den Norden wie in den Süden Bangkoks. Ihre zentrale Haltestelle Sathon befindet sich an der Taksin-Brücke (Saphan Taksin). Sie wird von allen Linien bedient. Weitere Anlegestellen im Bezirk Bang Rak sind Oriental, Wat Mueang Kae und Sri Phraya.

## Wirtschaft
Bang Rak gehört zum zentralen Finanz- und Geschäftsdistrikt Bangkoks. Mittlerweile ist jedoch die Bangkok Bank die einzige große thailändische Bank, die noch ihren Hauptsitz in diesem Bezirk hat. Die Thanon Silom ist das Zentrum des Edelstein- und Juwelenhandels in Bangkok, entlang der Thanon Charoen Krung reihen sich zahlreiche Gold- und Antiquitätengeschäfte.

## Verwaltung

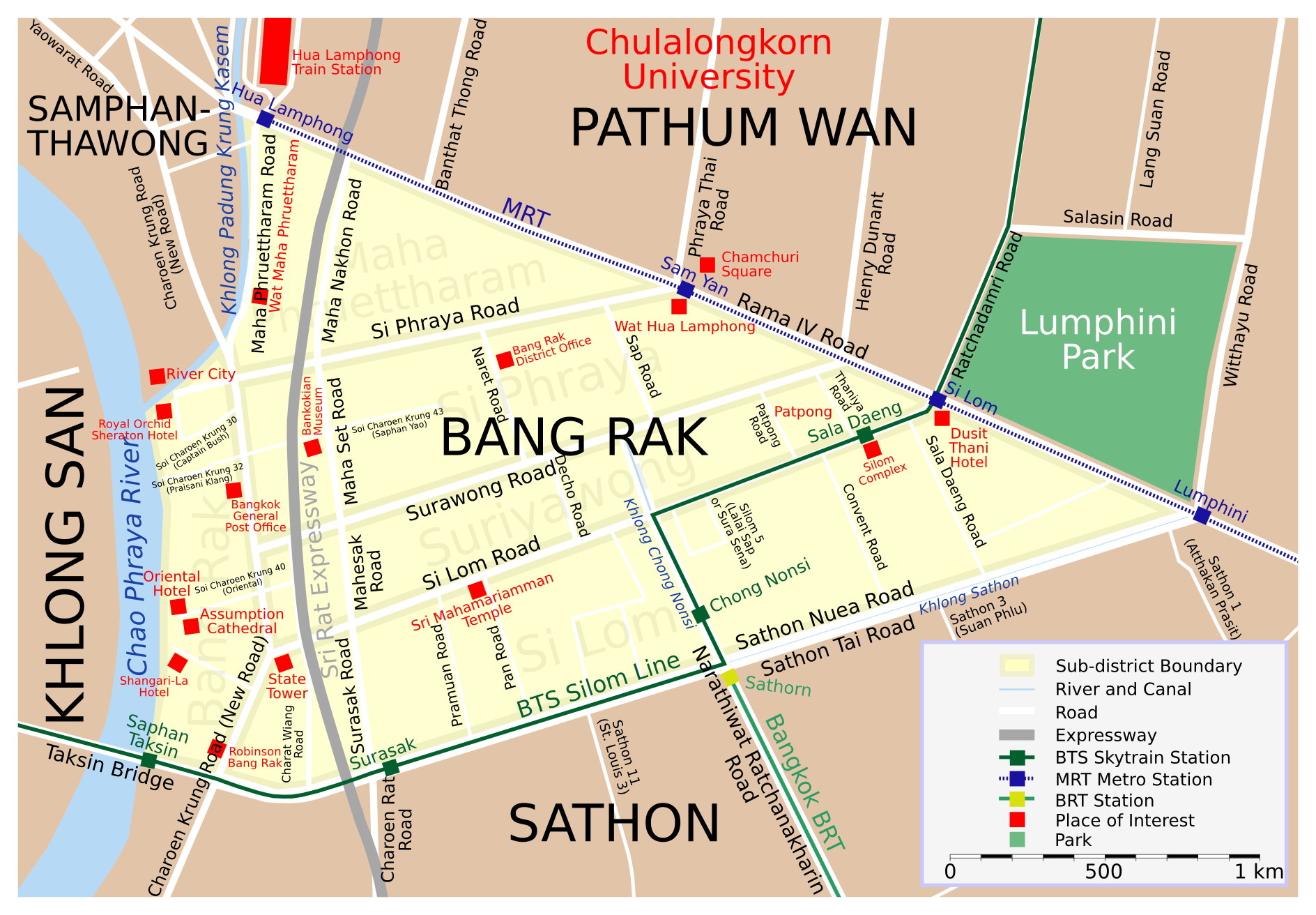
Übersichtskarte von Bang Rak

Der Bezirk ist in fünf Unterbezirke (Khwaeng) eingeteilt:
| Nr. | Name Khwaeng      | Thai       | Einw.  |
| --- | ----------------- | ---------- | ------ |
| 1.  | Maha Phruettharam | มหาพฤฒาราม | 12.531 |
| 2.  | Si Lom            | สีลม        | 13.535 |
| 3.  | Suriyawong        | สุริยวงศ์     | 05.295 |
| 4.  | Bang Rak          | บางรัก      | 03.171 |
| 5.  | Si Phraya         | สี่พระยา     | 11.552 |